# Teruyoshi Ito
Teruyoshi Ito (伊東 輝悦, Ito Teruyoshi), né le 31 août 1974 à Shizuoka, est un footballeur international japonais.

## Biographie
En tant que milieu, Ito est international japonais à 27 reprises (1997-2001).
Il participe aux JO 1996, où il est titulaire contre le Brésil, le Nigeria et la Hongrie et il inscrit un but contre le Brésil mais le Japon est éliminé au premier tour.
Il participe à la Coupe du monde de football de 1998, sans jouer un seul match.
Il participe à la Copa América 1999 et est titulaire lors de tous les matchs (Pérou, Paraguay et Bolivie) et fut éliminé au premier tour.
Sa dernière compétition est la Coupe des confédérations 2001. Il fut titulaire dans 3 matchs sur 5 (Canada, Brésil et France) et termine finaliste.
Il joue de 1993 à 2010 dans le club japonais de Shimizu S-Pulse. Il remporte plusieurs coupes nationales et remporte la Ligue des Champions de l'AFC en 2000. 

## Palmarès
- Coupe des confédérations
  - Finaliste en 2001
- Super Coupe d'Asie
  - Finaliste en 2000
- Ligue des Champions de l'AFC
  - Vainqueur en 2000
- J-League
  - Vice-champion en 1999 et en 2000
- Coupe de la Ligue japonaise de football
  - Vainqueur en 1996
  - Finaliste en 2008
- Coupe du Japon de football
  - Vainqueur en 2001
  - Finaliste en 1998, en 2000 et en 2005
- Supercoupe du Japon
  - Vainqueur en 2001 et en 2002
  - Finaliste en 1999